# Inchconnachan
Inchconnachan är en obebodd ö i Loch Lomond, Argyll and Bute, Skottland. Det bor en flock rödhalsade vallabyer på ön. Ön är belägen 2 km från Luss.